# 世にも奇妙な物語 冬の特別編 (2024年)
『世にも奇妙な物語 冬の特別編』（よにもきみょうなものがたり ふゆのとくべつへん）は、2024年12月14日（土曜）21:00 - 23:10にフジテレビ系「土曜プレミアム」枠で放送された『世にも奇妙な物語』の特別編。

## City Lives
2023年1月から2月に「火曜ACTION!」枠で放送された「City Lives」の新作。

### あらすじ
佐藤勝利（本人）と番組メイキングカメラマンの水谷賢太郎（板倉武志）は動物番組のロケだと聞かされ車で待機していたが、突如として人間の記憶を読み取り、都市に擬態すると世界最大の生き物、“街”に飲み込まれてしまう。
謎に包まれた“街”の生態を特集すべく、その街で唯一の生きる人間である、都市型生物保護機構（通称・都生保）の保護官・辻みさき（片山友希）への密着取材を始める。取材を進めていくうちに、荒野を移動する建物群、生えてくるビルが自身の一部で作り出した本物の人間そっくりの“疑似住民”など、“街”の中で起きる不思議な現象を目の当たりにしていく。

### 出演者（City Lives）
佐藤勝利
演 - 佐藤勝利（本人役）

辻みさき
演 - 片山友希
都市型生物保護機構の保護官。
水谷賢太郎
演 - 板倉武志
メイキングカメラマン。
- 高城順 - 広田亮平
- 疑似住民A - 橋口勇輝
- 疑似住民B - 松本亮

### スタッフ（City Lives）
- 脚本 - 小林洋介、針谷大吾[1]
- 演出 - 小林洋介、針谷大吾[1]
- プロデュース - 谷口宏幸、青木卓郎、髙丸雅隆（共同テレビ）
- 制作協力 - 東北新社
- 音楽 - ノダマサユキ
- ロケ地コーディネーター - 賀部祥平、南尚慶
- タイトルロゴ - 榎本弐輝
- VFX - 堀江友則、鈴谷亜紀子、木村康次郎、近藤晋也

## ああ祖国よ

### あらすじ
テレビ局で番組制作を手掛ける私（尾上松也）のもとに上役（津田寛治）から、アフリカの独立して間もない小国・パギジア共和国が突如として我が国に宣戦布告をし、小さな船が2隻で我が国へ攻めてきているという。本土到着まであと40日を控え、私はパギジア共和国の調査を始める。

### キャスト（ああ祖国よ）
私
演 - 尾上松也

上役
演 - 津田寛治
- ガボア・ポキン - Fenix D'Joan[2]（声：美山加恋）
- 営業マン - 加治将樹
- 社長 - 大高洋夫
- 首相 - 渡辺憲吉
- 男性アナウンサー - 金剛地武志
- 女性アナウンサー - 細谷美友
- 軍事専門家 - 芝崎昇
- 野党議員 - 佐藤裕
- 政府の役人 - 杉山裕右
- 大臣A - 五頭岳夫
- 大臣B - 木川淳一
- 秘書官 - 鎌田将司
- 重役 - 宮川浩明
- スタッフ - 金田昇
- 特使 - 高山孟久
- 要人 - Paul Vincent（声：村上かず）

### スタッフ（ああ祖国よ）
- 原作 - 星新一 「ああ祖国よ」1969年（新潮文庫刊『おみそれ社会』所収）[2]
- 企画協力 - 星ライブラリ、新潮社
- 脚本 - 相馬光[2]
- 演出 - 植田泰史[2]
- プロデュース - 髙丸雅隆（共同テレビ）、山崎淳子（共同テレビ）、芳川茜（共同テレビ）、村木美砂（共同テレビ）

## 第1回田中家父親オーディション

### あらすじ
毎日残業続きの会社員、田中賢一（田中卓志）は、ある日妻のあず沙（池津祥子）から大事な報告があると告げられる。離婚話かと身構えていたが、それは、田中家の父親の座を賭けたオーディション『第一回田中家父親オーディション』を開催するという内容だった。このことは瞬く間に世間に広まり賢一は個性的なメンバーと田中家の父親を賭けたオーディションに挑むことになる。

### キャスト（第1回田中家父親オーディション）
田中賢一（たなか けんいち）
演 - 田中卓志（アンガールズ）
会社員。
田中あず沙
演 - 池津祥子
賢一の妻。
- 小倉海斗 - 堀井新太
- 田中一郎 - 藤本洸大
- 田中杏 - 林芽亜里
- 佐藤晶雄 - 森岡豊
- 山本大地 - 新井真悟
- 平山絵美 - 西畑澪花[3]

### スタッフ（第1回田中家父親オーディション）
- 脚本 - 原野吉弘[3]
- 演出 - 木下高男[3]
- プロデュース - 髙丸雅隆（共同テレビ）、山崎淳子（共同テレビ）、芳川茜（共同テレビ）、村木美砂（共同テレビ）
- 楽曲協力 - 「What innovate」DBSing
- 振付 - 1ch
- ダンス指導 - Takara Amano

## フリー

### あらすじ
映像制作会社に勤める篠崎リカ（清野菜名）はメンズ美容エステの動画編集でフリー素材のおじさん（福津健創）を選んでいた。リカは作業を一旦中断し休憩から戻ってくると、パソコン画面に映っていたはずのフリー素材の“おじさん”の姿がなくなっていたと思えば、振り返ると画面上に居たはずの“おじさん”が現実世界に出てきていた。

### キャスト（フリー）
篠崎リカ〈28〉
演 - 清野菜名
映像制作会社の社員。
- 水野航輝 - 細田善彦
- 富田俊夫 - 伊藤敦基
- ウラベミチオ - 福津健創
- 男性施術師 - ゆってぃ
- 住人 - 小平大智
- クライアント - 宮下貴浩
- スタッフ - 春山椋

### スタッフ（フリー）
- 脚本 - 荒木哉仁
- 演出 - 紙谷楓
- プロデュース - 髙丸雅隆（共同テレビ）、山崎淳子（共同テレビ）、芳川茜（共同テレビ）、村木美砂（共同テレビ）

## ストーリーテラー

### キャスト（ストーリーテラー）
- ダーウィン - MANU
- ギャンブラー - Balutianskii Anton

### スタッフ（ストーリーテラー）
- 脚本 - 相馬光
- 演出 - 植田泰史